# Château de Termes
Le château de Termes (Tèrme en occitan) est un château dit cathare situé dans le département de l'Aude. Au cœur du massif calcaire des Corbières, Termes se trouve à une quarantaine de kilomètres au sud-est de Carcassonne.

## Historique
Siège d'une puissante seigneurie féodale, le site a donné son nom à la région, le Termenès. Ses seigneurs sont connus depuis la seconde moitié du XIe siècle, et les mentions du château se multiplient au cours du XIIe siècle. Jusqu'au XIIIe siècle, son histoire est intimement liée à celle du comté puis de la vicomté de Carcassonne et à celles des vicomtes Trencavel. Il fut le refuge de nombreux cathares sous l'impulsion de Raymond de Termes, vassal du vicomte de Carcassonne en 1209. En 1210, lors de la croisade contre les albigeois, il subit un siège important relaté dans diverses chroniques. Simon de Montfort décide de s'emparer de Termes en 1210 et les assiégés se rendent à cause de la soif plusieurs mois après le début du siège. Selon la Chanson de la croisade albigeoise (XIIIe siècle), le château assiégé disposait de suffisamment de réserves de vin, mais vient à manquer d'eau : « Un déluge soudain s'abat sur le château. Cuves, tonneaux débordent […]. De cette averse ils boivent, ils emplissent leurs cruches, pétrissent du pain neuf, font des soupes nouvelles. Alors une colique effroyable les prend. Ils sont perdus […]. Ils abandonnent tout, sauf leurs bourses sonnantes […]. Termes est pris ».
En 1228, le château passe ensuite sous le contrôle direct du roi de France. Intégré au réseau des forteresses défendant la frontière avec l'Aragon, à la suite du traité de Corbeil en 1258, il en constitue l’un des principaux points forts, et divers documents nous renseignent sur son occupation durant le bas Moyen Âge et l'époque Moderne. À cette date, le château est défendu par huit sergents d'armes contre quinze auparavant. Constituant un des « cinq fils de Carcassonne » avec les châteaux de Quéribus, Peyrepertuse, Puilaurens et Aguilar, il sera finalement démantelé en 1654 car inutilisé, peu avant le traité des Pyrénées qui déplace vers le sud la frontière avec l'Espagne.

## Description
Bâti sur un relief entouré de talus abrupts sur trois côtés, le château n'est accessible que par sa face méridionale.
Il se compose de deux enceintes concentriques, et comprenait un donjon dont on ne perçoit plus que des pans de murs effondrés, probablement à la suite de son démantèlement à la poudre au XVIIe siècle. Le tracé de l'enceinte supérieure n'est que partiellement perceptible, essentiellement dans ses parties sud et est.
L'enceinte inférieure, mieux conservée, mesure environ 125 × 70 mètres. Elle comprend divers ouvrages de flanquement, mais le tracé exact de l'angle sud-ouest n'est plus perceptible. Plusieurs bâtiments subsistent à l'intérieur des deux enceintes.
Le rocher a largement été aménagé du côté sud pour former un fossé défendant l'accès le moins bien défendu naturellement. Sur le flanc méridional du relief, les restes de murailles et d'un accès en chicane sont à mettre en relation avec le village fortifié du XIIe siècle. Cet habitat villageois a probablement été déplacé plus bas dans la vallée, à son emplacement actuel, après la prise de possession par le roi de France au XIIIe siècle, scénario reconnu pour un certain nombre d'autres sites castraux du Languedoc à la même époque.
À quelque distance vers le nord, sur un piton rocheux surplombant les gorges, s'élevait un ouvrage fortifié secondaire, le Termenet, qui ne présente plus que quelques restes extrêmement ténus. Du point de vue de la datation, quelques vestiges de la partie sommitale correspondent au château primitif des seigneurs de Termes et remontent aux XIe – XIIe siècle. La majeure partie du site a été reconstruite à la fin du XIIIe et au début du XIVe siècle par les architectes royaux lorsque le site de Termes est devenu une forteresse défendant la frontière contre l'Aragon. La chapelle mentionnée dans un acte de partage daté de 1163, s'identifie par la présence d'une baie cruciforme.

## Valorisation du site
La commune de Termes œuvre depuis une vingtaine d'années à la mise en valeur du site qui constitue l'un des sites pôles du programme « Pays Cathare » développé par le Conseil général de l'Aude.
Il est inscrit, le 25 juin 1951, puis classé monument historique, le 25 septembre 1989. L'ensemble des vestiges du château de Termes, à savoir tous les éléments de l'enceinte et du village castral, sont inscrits par arrêté du 27 décembre 2023, puis classés par arrêté du 4 décembre 2024. En ruines, le château a fait l'objet d'importants travaux de consolidation, d'approches archéologiques ponctuelles et d’analyses topographique et architecturale.
Il est ouvert à la visite et bénéficie d'une signalétique destinée à renseigner les visiteurs. Dans la perspective d'une meilleure valorisation, un programme de recherche archéologique est  actuellement développé par la commune et est susceptible d'apporter des éléments fondamentaux à la connaissance et au développement du site.
Des fouilles au château, menées par l'archéologue Jean-Paul Cazes, ont récemment mis au jour l'escalier médiéval du XIIIe siècle qui menait à l'église castrale. « L'objectif de cette fouille est d'appréhender les origines et la chronologie du château des seigneurs de Termes », explique David Maso, maître d'œuvre dans l'aménagement et le terrassement du site.
Le grand logis de l'époque royale a notamment été dégagé en 2007.
Le château fort et ses abords sont classés au titre des sites naturels depuis 1942.

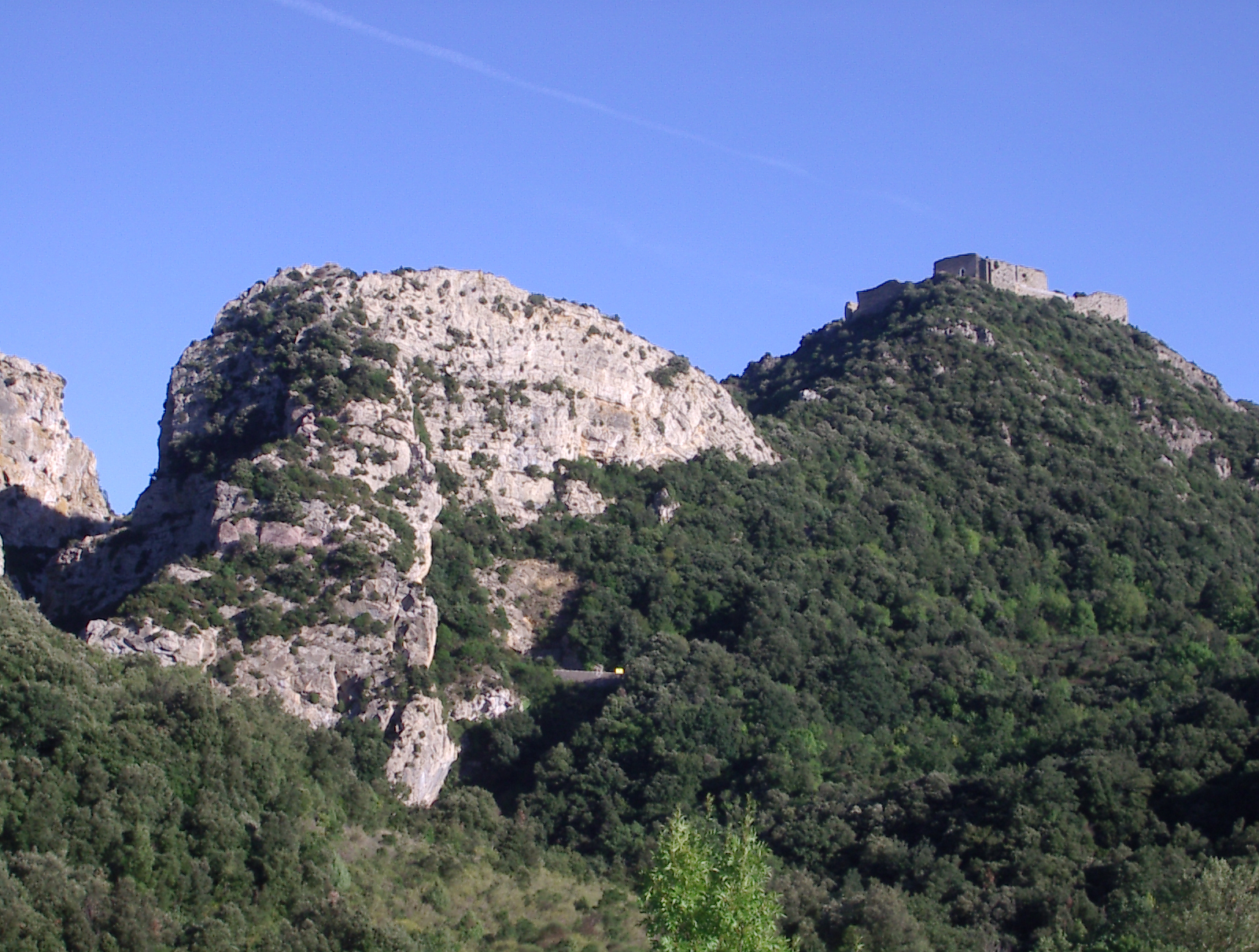
Le château de Termes en bordure des gorges du Termenet.
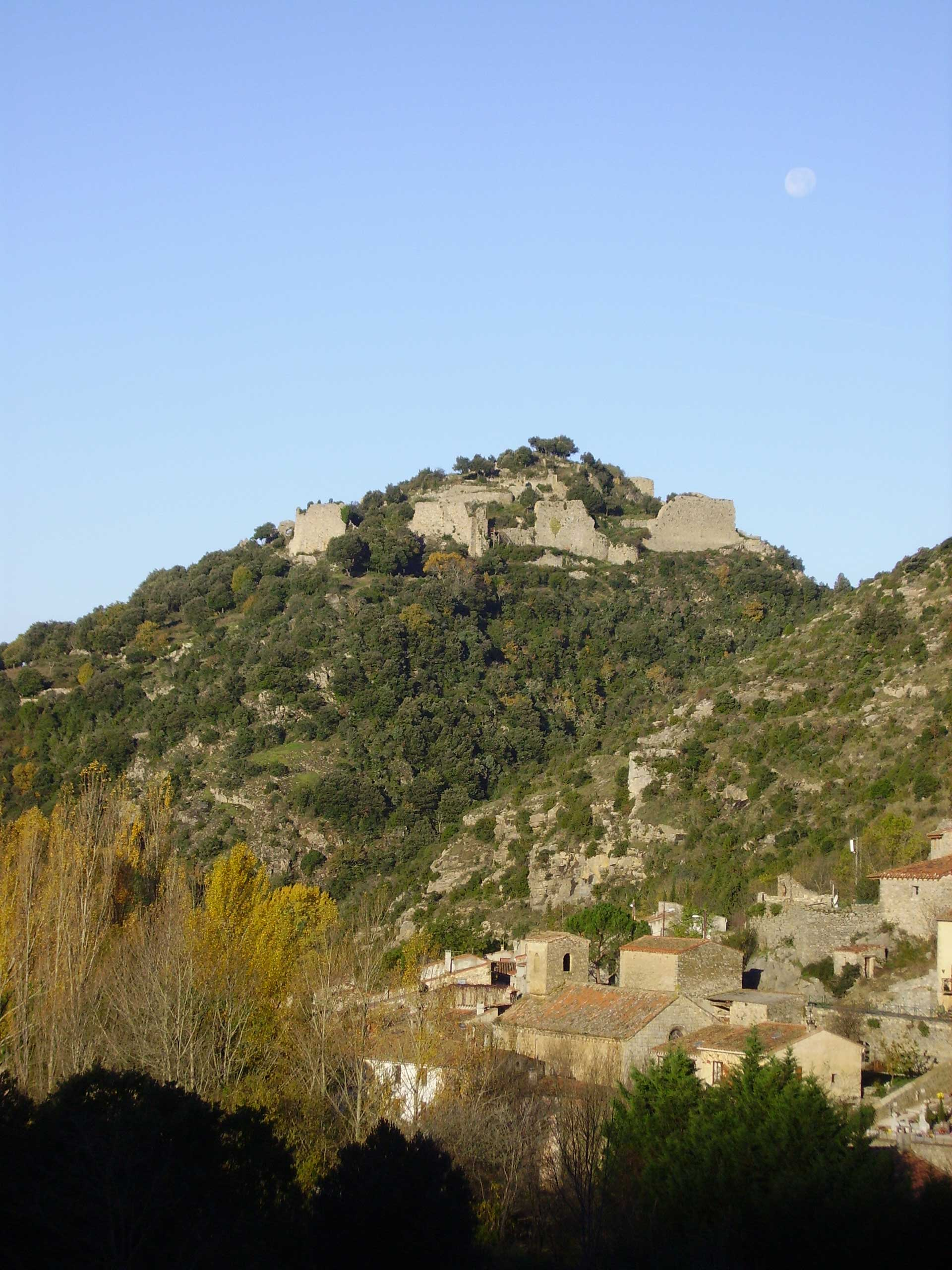
Les vestiges du château de Termes dominant le village.
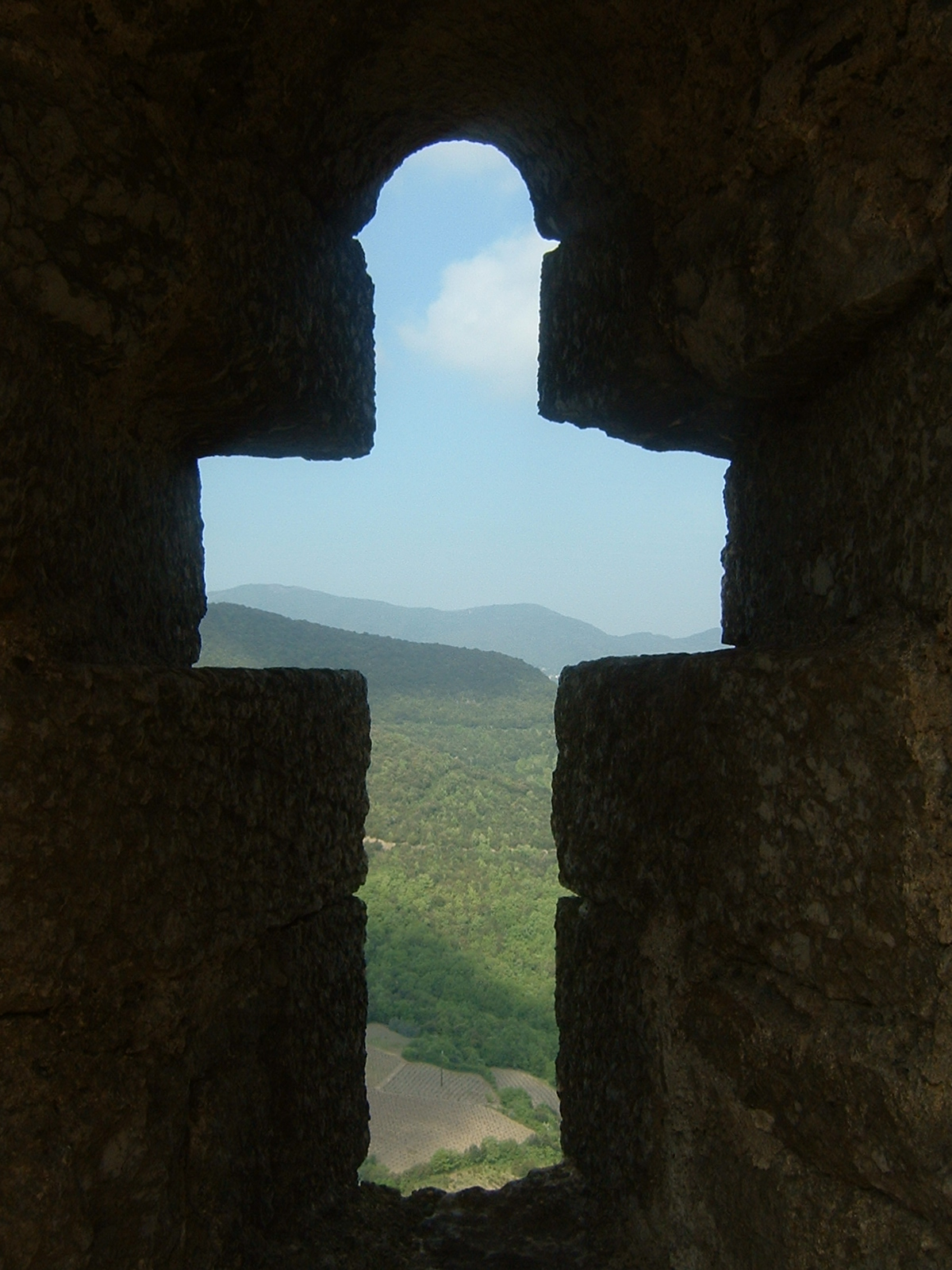
L'ouverture cruciforme de la « chapelle » du château.

### Sources et bibliographie
- Gauthier Langlois et Charles Peytavie, « Châteaux en Pays cathare », Archéothéma, no 23,‎ juillet-août 2012 (ISSN 1969-1815)
- Gauthier Langlois, Olivier de Termes, le cathare et le croisé (vers 1200-1274), Toulouse, Éditions Privat, coll. « Domaine cathare », 2001, 288 p. (ISBN 2-7089-7520-X)
- Michel Roquebert (dir.), La Croisade albigeoise, Centre d'Études Cathares, 2004 (ISBN 2-9521024-0-6)
- Lucien Bayrou et Jean-Paul Cazes, Le château de Termes : Guide du visiteur, Carcassonne, Association des Sites du Pays Cathare, Centre d'archéologie Médiévale du Languedoc, Conseil Général de l'Aude, coll. « Châteaux médiévaux du Languedoc - Aude », 2010, 32 p. (ISBN 978-2-918365-03-7)
- Henri-Paul Eydoux, « Châteaux des pays de l'Aude », Société française d'archéologie, Paris,‎ 1973, p. 197-202
- Jean-Marie Pérouse de Montclos (dir.), Le guide du patrimoine Languedoc Roussillon, Paris, Hachette, 1996 (ISBN 978-2-01-242333-6), p. 471-472
- Lucien Bayrou, Languedoc-Roussillon gothique : L’architecture militaire de Carcassonne à Perpignan, Paris, Picard, 2013, 288 p. (ISBN 978-2-7084-0957-6, présentation en ligne), p. 211-218
- Nicolas Mengus, Châteaux forts au Moyen Âge, Rennes, Éditions Ouest-France, 2021, 283 p. (ISBN 978-2-7373-8461-5)